# Delapparentia
Delapparentia (pocta paleontologovi A. F. de Lapparentovi) byl rod velkého ornitopodního dinosaura ze skupiny Iguanodontia, který žil v období spodní křídy (stupeň barrem) na území dnešního Španělska (provincie Teruel, souvrství Camarillas).
Fosilie představují pouze fragmentární části disartikulované kostry bez lebky, objevené již roku 1958. Dinosaura popsal roku 2011 paleontolog José Ignacio Ruiz-Omeñaca, když již v roce 2006 použil toto vědecké jméno ve své dizertaci. Typový a jediný dnes známý druh je D. turolensis. Druhové jméno je odvozeno od názvu místa objevu dinosaura - provincie Teruel. Dinosaurus byl dlouhý asi 7 metrů a mohl vážit přibližně 3 tuny.